# Żabniczka

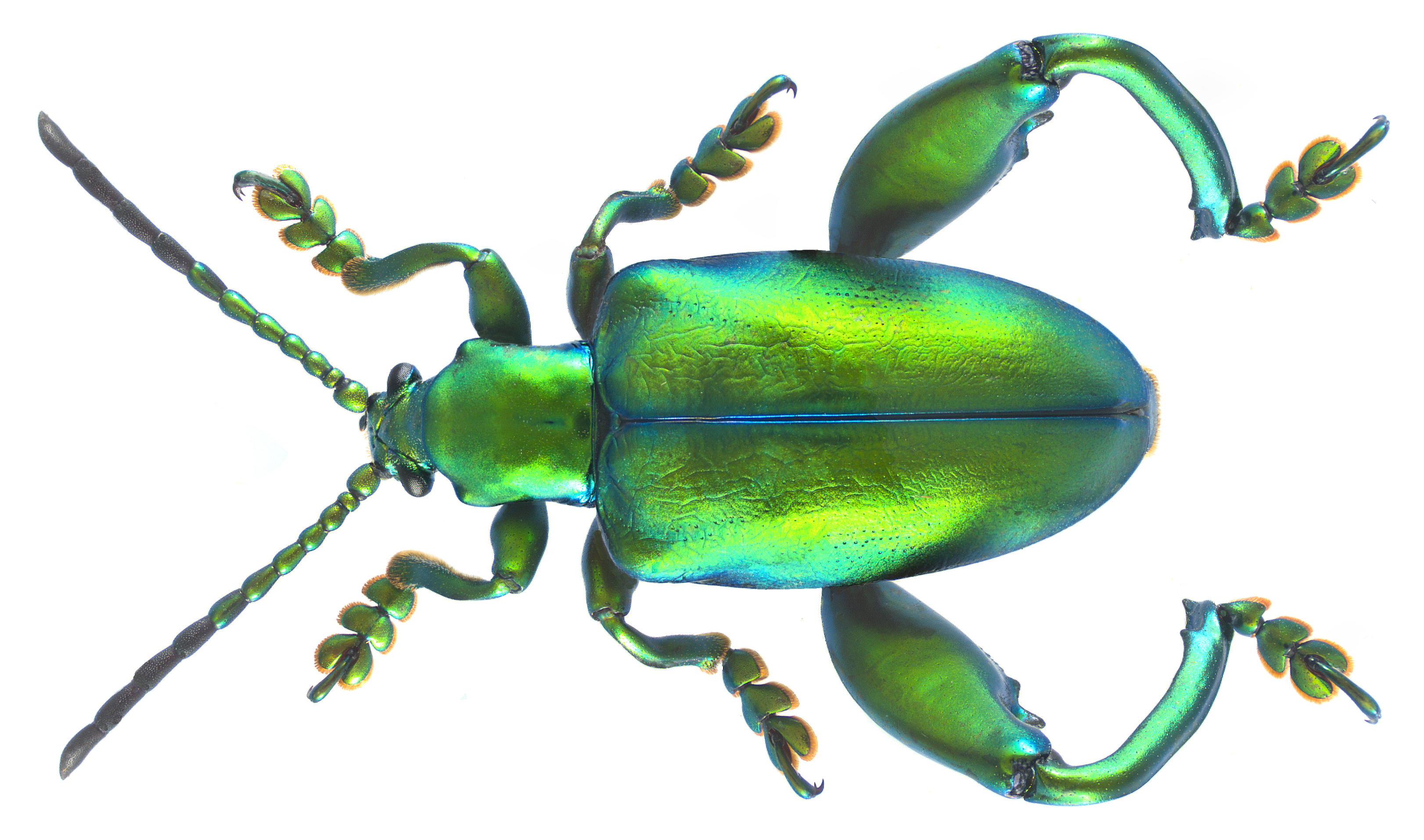
Sagra longicollis

Żabniczka (Sagra) – rodzaj chrząszczy z rodziny stonkowatych i podrodziny Sagrinae.

## Morfologia
Chrząszcze o ciele długości od 15 do 25 mm, ubarwione z metalicznym połyskiem. Oskórek jest gładki. Oczy są niemal nieowłosione, silnie wykrojone. Przedplecze cechuje się kątami przednimi wyciągniętymi w wydatne guzy. Tylna para skrzydeł ma zredukowane użyłkowanie. Odnóża środkowej pary mają niewystające biodra. Tylna para odnóży charakteryzuje się silnie zgrubiałymi udami, a często też zakrzywionymi goleniami, przy czym modyfikacje te silniej wyrażone są u samców niż u samic. Odwłok ma pierwszy z widocznych sternitów mniej więcej tak długi jak pozostałe razem wzięte mierząc pośrodku.

## Ekologia i występowanie
Larwy są endofitofagami roślin dwuliściennych. Przechodzą rozwój wewnątrz mniej lub bardziej zdrewniałych pędów, wygryzając w nieregularnego kształtu komory, co często prowadzi do powstania na pędach nabrzmiałości. Przepoczwarczenie następuje w tychże komorach.
Przedstawiciele rodzaju zamieszkują głównie krainy etiopską i orientalną; do południowo-wschodnich skrajów Palearktyki docierają trzy gatunki.

## Taksonomia
Takson ten wprowadzony został w 1792 roku przez Johana Christiana Fabriciusa. W 1908 roku Martin Jacoby dokonał wyznaczenia opisanego w 1773 roku przez Dru Drury’ego Tenebrio femoratus gatunkiem typowym rodzaju. W 1905 roku Julius Weise podzielił Sagra na podrodzaje nominatywny i Tinosagra, a w 1946 roku Roy Albert Crowson wprowadził podział na cztery podrodzaje. Podział na podrodzaje zniesiony został w 2010 roku przez Lukáša Sekerkę.
Do rodzaju tego należy około 60 opisanych gatunków, w tym:
- Sagra adonis Lacordaire, 1845
- Sagra bicolor Lacordaire, 1845
- Sagra buqueti (Lesson, 1831)
- Sagra carbunculus Hope, 1842
- Sagra coeruleata Lacordaire, 1847
- Sagra dohrnii Balý, 1860
- Sagra emarginata Balý, 1860
- Sagra femorata (Drury, 1773) – żabniczka orientalna
- Sagra fulgida Weber, 1801
- Sagra galinieri Lacordaire, 1845
- Sagra humeralis Jacoby, 1904
- Sagra jansoni Baly, 1860
- Sagra javeti Balý, 1860
- Sagra kirbyi Balý, 1860
- Sagra lucida Balý, 1860
- Sagra mouhoti Baly, 1862
- Sagra murrayi Balý, 1860
- Sagra odontopus Gistl, 1831
- Sagra parryi Balý, 1860
- Sagra rugulipennis Weise, 1901
- Sagra seraphica Lacordaire, 1845
- Sagra steveni Balý, 1860
- Sagra tristis Fabricius, 1798